# Avenida Defensores del Morro
La avenida Defensores del Morro o avenida Huaylas es la principal avenida del distrito de Chorrillos en la ciudad de Lima, capital del Perú. Se extiende de noroeste a sureste a lo largo de más de 30 cuadras.

## Recorrido
Se inicia en el malecón Montarela, cerca del acceso Tenderini del circuito de playas de la Costa Verde.
En sus primeras cuadras hay varios negocios menores, además de encontrarse la sede de la Municipalidad de Chorrillos. En estas cuadras se encuentran también la Compañía de Bomberos Garibaldi (una de las más antiguas del Perú) y el Parque Fátima.
Tramos más allá tras pasar el cruce de la Avenida Fernando Terán, inicia el trazo que anteriormente correspondía a la vía Panamericana Sur en Lima. Además que en sus inmediaciones se encuentra el Penal Anexo para Mujeres Santa Mónica (hoy Establecimiento Penitenciario Anexo Mujeres de Chorrillos). 
Más allá comienza una zona netamente industrial hasta la culminación de la vía en el Óvalo de la Curva donde cruza con las avenidas Guardia Civil y Las Gaviotas (Prolongación Paseo de la República). Luego continua su trazo rumbo al sureste, pasando por la zona de Villa. En este tramo se encuentran el Instituto Nacional de Rehabilitación Doctora Adriana Rebaza Flores y el Círculo Militar Tarapacá. 
A partir de ahí tras el cruce con la Avenida Alameda del Premio Real, inicia la Reserva de los Pantanos de Villa; además de encontrarse con algunas industrias y depósitos de empresas.
Culmina su trazo en el Intercambio Vial de Villa cruce con la Panamericana Sur, en el límite entre Chorrillos y Villa El Salvador.